# Paracas

Locatie van Paracas in de Peruaanse regio Ica

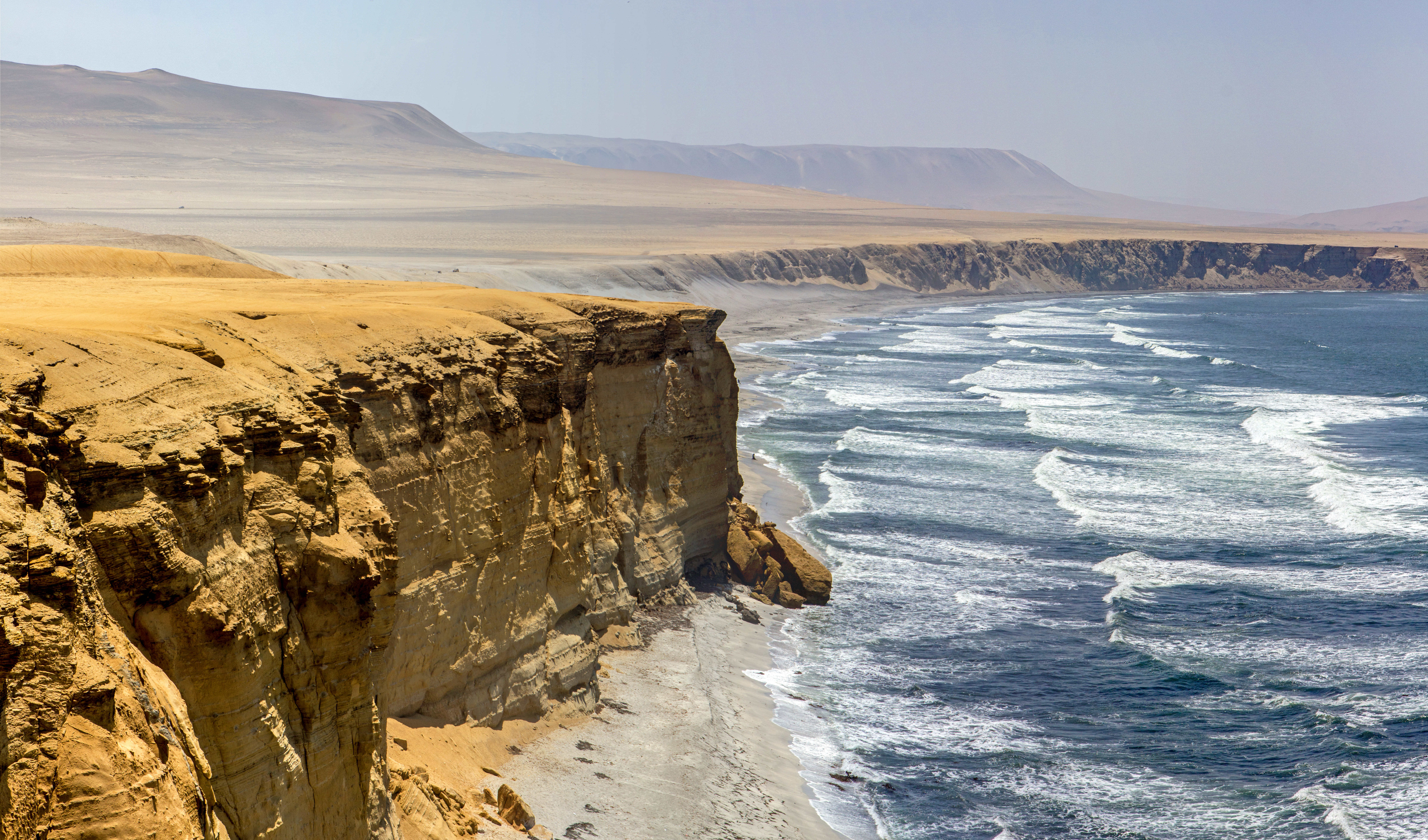
Strand van Paracas.

Paracas is een schiereiland in Peru, nabij de havenplaats Pisco. Er zijn archeologische vondsten gedaan, die in twee verschillende stijlen te onderscheiden zijn, namelijk de Cavernascultuur en de necropoliscultuur; beide zijn fasen binnen de Paracascultuur.
Een belangrijk natuurreservaat is het Reserva Nacional de Paracas, 3350 km² groot, in de kustwoestijn in zuidelijk Peru. Er leven veel vogelsoorten, onder andere flamingo's en pelikanen. Voor de kust ligt de eilandengroep Islas Ballestas, die een belangrijk vogelreservaat is met een van de grootste kolonies jan-van-genten. Verder zijn er humboldtpinguïns en zeeleeuwen. De eilanden zijn ook een belangrijke bron van guano of vogelmest voor de landbouwgebieden in de kuststreek.
Een zware aardbeving met een weinig voorkomende kracht van 8 op de schaal van Richter zorgde op 15 augustus 2007 voor aanzienlijke schade in het gebied.